# Noé Acosta
Noé Acosta Rivera (Guadalajara, 10 dicembre 1983) è un calciatore spagnolo, centrocampista svincolato.

## Carriera

### Club
Il 1º gennaio 2014 viene acquistato a titolo definitivo dalla squadra greca del PAS Giannina.